# Hanna Doose
Hanna Doose (* 1979 in Köln) ist eine deutsche Regisseurin und Drehbuchautorin.

## Leben
Nach ihrem Abitur 1998 in Ahrensburg machte Doose ein soziales Jahr in Brasilien, wo sie mit Straßenkindern aus Favelas arbeitete. Im Anschluss daran war sie von 1999 bis 2000 am European Film College in Dänemark. Seit 2000 lebt sie in Berlin. 2012 schloss sie ihr Regiestudium an der Deutschen Film- und Fernsehakademie Berlin mit Diplom im Fachbereich Regie ab. 2004 und 2005 machte Doose Gaststudien an der Hochschule für Schauspielkunst „Ernst Busch“ Berlin und am dramatiska institutet in Stockholm im Fachbereich Schnitt.
Doose erhielt für ihre Regiearbeiten Auszeichnungen und Preise. Ihr Kurzfilm Gut möglich, dass ich fliegen kann wurde unter anderem für den Deutschen Kurzfilmpreis 2006 nominiert. 
Ihr erster langer Spielfilm und Abschlussfilm der Deutschen Film- und Fernsehakademie Staub auf unseren Herzen wurde auf dem Filmfest München 2012 mit dem Förderpreis Neues Deutsches Kino für die beste Regie und die beste Produktion und mit dem Publikumspreis Tele5 Award ausgezeichnet. Im selben Jahr erhielt der Film den First Steps Award in der Kategorie Abendfüllender Spielfilm, und Hanna Doose bekam im November 2012 den Preis zur Förderung des künstlerischen Nachwuchses der DEFA-Stiftung. Staub auf unseren Herzen startete im Januar 2013 deutschlandweit im Kino und wurde am 21. Juli 2013 in der ARD zum ersten Mal im Fernsehen gezeigt.

## Filmografie (Auswahl)
- 2004: Häschen in der Grube (Kurzfilm)
- 2005: Asyl (Episodenregie)
- 2006: Gut möglich, dass ich fliegen kann (Kurzfilm)
- 2008: Zwischen Himmel und Erde (Dokumentarfilm)
- 2009: 24h Berlin – Ein Tag im Leben (TV; Episodenregie)
- 2010: Heinrich bringt die Kinder um halb drei (Kurzfilm)
- 2012: Staub auf unseren Herzen (Spielfilm)
- 2014: 24h Jerusalem (TV; Episodenregie)
- 2022: Wann kommst du meine Wunden küssen? (Spielfilm)